# Liste der Baudenkmäler in Zeitlarn
Auf dieser Seite sind die Baudenkmäler in der Oberpfälzer Gemeinde Zeitlarn zusammengestellt. Diese Tabelle ist eine Teilliste der Liste der Baudenkmäler in Bayern. Grundlage ist die Bayerische Denkmalliste, die auf Basis des Bayerischen Denkmalschutzgesetzes vom 1. Oktober 1973 erstmals erstellt wurde und seither durch das Bayerische Landesamt für Denkmalpflege geführt wird. Die folgenden Angaben ersetzen nicht die rechtsverbindliche Auskunft der Denkmalschutzbehörde.

## Baudenkmäler nach Ortsteilen

### Zeitlarn
| Lage                       | Objekt                             | Beschreibung | Akten-Nr.    | Bild           |
| -------------------------- | ---------------------------------- | --- | ------------ | -------------- |
| Fischergasse 11 (Standort) | Wohnhaus                           | zweigeschossiger und giebelständiger Flachsatteldachbau, 17. Jahrhundert | D-3-75-213-2 | BW             |
| Kirchweg 1 (Standort)      | Kath. Pfarrkirche St. Bartholomäus | dreischiffige Basilika mit eingezogenem Chor, Flankenturm mit Spitzhelm, Pilastergliederung und Westportal, neuromanisch, 1898/99 von Roth; mit Ausstattung; Grabdenkmal, Sandstein, klassizistisch, 1. Hälfte 19. Jahrhundert | D-3-75-213-1 | weitere Bilder |
| Uferweg 15 (Standort)      | Ehemaliges Pfarrhaus               | zweigeschossiger und gegliederter Bau mit Halbwalm- und Walmdach, wohl Ende 18. Jahrhundert | D-3-75-213-3 | BW             |

### Laub
| Lage                           | Objekt     | Beschreibung                                                    | Akten-Nr.    | Bild |
| ------------------------------ | ---------- | --------------------------------------------------------------- | ------------ | ---- |
| Zeitlarner Straße 7 (Standort) | Wegkapelle | giebelständiges offenes Gehäuse mit Satteldach, 19. Jahrhundert | D-3-75-213-4 | BW   |

### Regendorf
| Lage                              | Objekt                                | Beschreibung | Akten-Nr.    | Bild           |
| --------------------------------- | ------------------------------------- | --- | ------------ | -------------- |
| Faber-Castell-Straße 8 (Standort) | Kath. Filialkirche Hl. Dreifaltigkeit | Chorturmkirche mit Apsis, neuromanisch, 1907; mit Ausstattung; Kriegerdenkmal für 1914/18 in Form eines irischen Hochkreuzes, Muschelsandstein, 1924 von Max Roider, in Steinterrassenanlage südlich der Kirche | D-3-75-213-5 | weitere Bilder |
| Waldheimstraße 6 - 14 (Standort)  | Schloss                               | Hauptgebäude, dreigeschossiger Walmdachbau über H-förmigem Grundriss, mit Ecktürmen am Ostflügel und Gartentreppe, im Kern 1515, Umbauten und Aufstockung 1840; Jüdischer Grabstein des Schabbataj ben Menachem, Kalkstein, 1249, 1519 nach dem Regensburger Pogrom hierher verbracht; Ehemaliger Marstall, zweigeschossiger Stallstadel mit Halbwalmdach, bezeichnet 1830; Ehemaliger Schlosspark, in Terrassen angelegter Landschaftsgarten mit Treppen und Resten der Ausstattung, 18./19. Jahrhundert; Parkeinfriedung, südlich mit Einzäunung, sonst Steinmauer mit Steinpfeilern, um 1840; Gartenhaus, sogenanntes Teehaus, eingeschossiger Mansardwalmdachbau, Ende 18. Jahrhundert; Umfassungsmauern eines Turms, 18./19. Jahrhundert; Gedenkstein für Gräfin Oberndorff, Pyramide im Inschrift, 1843; Pavillon, zweigeschossiger Mansardwalmdachbau, Ende 18. Jahrhundert; sog. Gärtnerhaus, eingeschossiger Walmdachbau, 18. Jahrhundert; Brunnen, Tiefbrunnen mit gemauertem Schacht, wohl barock | D-3-75-213-6 | weitere Bilder |